# 左邑県
左邑県（さゆう-けん）は中華人民共和国山西省にかつて存在した県。現在の運城市聞喜県に相当する。
秦朝により現在の聞喜県に設置された。後漢になり聞喜県が現在の県北東部より現在地に移転するに当たり、左邑県は廃止とされた。